# Saperda bilabilis
Saperda bilabilis es una especie de escarabajo longicornio del género Saperda, tribu Saperdini, subfamilia  Lamiinae. Fue descrita científicamente por Newman en 1850.

## Descripción
Mide 9 milímetros de longitud.

## Distribución
Se distribuye por Nueva Zelanda.